# Calle 22 (estación)
La estación sencilla Calle 22 es parte del sistema de transporte masivo de Bogotá, TransMilenio, inaugurado en el año 2000.

## Ubicación
La estación se encuentra ubicada en el centro de la ciudad, más específicamente en la Avenida Caracas entre Calles 22 y 24. Atiende la demanda de los barrios Santa Fe, La Alameda y sus alrededores.
En las cercanías están la zona de tolerancia de la ciudad, la Universidad INCCA y el eje comercial de la Carrera 13.

## Origen del nombre
La estación recibe su nombre de una de las calles por las que tiene acceso. Esta vía del Centro de la ciudad alberga varios teatros y edificios de interés cultural e histórico.

## Historia
En el año 2000 fue inaugurada la fase I del sistema TransMilenio, desde el Portal 80, hasta la estación Tercer Milenio, incluyendo la estación Calle 22.
Cuatro meses después de iniciarse la operación de TransMilenio, durante el paro nacional del 9 de abril de 2001, se registraron los primeros ataques contra este sistema. En esa ocasión fueron destruidas las estaciones Calle 22 y Calle 19 de la troncal Caracas, donde algunos pasajeros sufrieron heridas leves.

## Servicios de la estación

### Servicios troncales
| Tipo                                                                                    | Rutas al Norte | Rutas al Sur | Rutas al Occidente |
| --------------------------------------------------------------------------------------- | -------------- | ------------ | ------------------ |
| Ruta fácil                                                                              | 3 8            | 3 8          |                    |
| Expresos todos los días todo el día                                                     | C15            | H15 H54      | K54                |
| Expresos lunes a sábado todo el día                                                     | B13            | H13          |                    |
| Expresos lunes a sábado todo el día (temporal por cierre estación Calle 19)             | D20            | H20          |                    |
| Expresos lunes a viernes hora pico de la mañana (temporal por cierre estación Calle 19) | A61            |              |                    |
| Expresos lunes a viernes hora pico de la tarde (temporal por cierre estación Calle 19)  |                | F61          |                    |
| Rutas que finalizan y que inician el recorrido en la estación                           |                |              |                    |
| Tipo                                                                                    | Rutas al Norte | Rutas al Sur |                    |
| Ruta fácil                                                                              | 5              | 5            |                    |

### Esquema
| ← Norte  |         |         |         |          |
| Calle 24 | 38B13   | 5A61D20 | C15K54  | Calle 22 |
|          | Vagón 3 | Vagón 2 | Vagón 1 |          |
| Calle 24 | 38H13   | 5F61H54 | H15H20  | Calle 22 |
| Sur →    |         |         |         |          |

### Servicios urbanos
Así mismo funcionan las siguientes rutas urbanas del SITP en los costados externos a la estación, circulando por los carriles de tráfico mixto sobre la Avenida Caracas, con posibilidad de trasbordo usando la tarjeta TuLlave:
| Código | Sector              | Dirección         | Rutas           |
| ------ | ------------------- | ----------------- | --------------- |
| 112A00 | A Estación Calle 22 | Calle 24 - KR 13A | 128A706C151H702 |

## Ubicación geográfica
| Noroeste: K Centro Memoria | Norte: A Calle 26 | Nordeste: Santa Fe |
| Oeste: E CAD               |                   | Este: L San Diego  |
| Suroeste: Los Mártires     | Sur: A Calle 19   | Sureste: Santa Fe  |